# Shorea virescens
Shorea virescens är en tvåhjärtbladig växtart som beskrevs av Parijs. Shorea virescens ingår i släktet Shorea och familjen Dipterocarpaceae. Inga underarter finns listade i Catalogue of Life.